# Al-Mādschischūn
al-Mādschischūn, mit vollständigem Namen ʿAbd al-ʿAzīz ibn ʿAbd Allāh ibn Abī Salama al-Mādschischūn / عبد العزيز بن عبد الله بن أبي سلمة الماجشون / ʿAbd al-ʿAzīz b. ʿAbd Allāh b. Abī Salama al-Māǧišūn († 780 in Bagdad), war ein Rechtsgelehrter in Medina und älterer Zeitgenosse von Mālik ibn Anas. 

## Leben
Er gehörte einer Familie persischen Ursprungs an, in der die Beschäftigung mit der islamischen Jurisprudenz Tradition hatte; sowohl sein Vater als auch sein Onkel Yaʿqūb und dessen Sohn Yūsuf waren im Medina des frühen 8. Jahrhunderts als Rechtsgelehrte bekannt. Seine Familie führte sich auf einen Mann aus Isfahan mit dem Namen Abū Salama Maimūn (Var. Dīnār) zurück, der wahrscheinlich als Sklave nach Medina gekommen war.
Wie Mālik ibn Anas war auch al-Mādschischūn eine angesehene Autorität im medinensischen Fatwawesen. Nach der vom Kalifen al-Mansur geleiteten Pilgerfahrt im Jahre 769 übersiedelte er nach Bagdad, wo er im Jahre 780 verstarb. Bei seiner Beisetzung auf dem Friedhof der Quraisch bei Bagdad sprach der Kalif al-Mahdi das Totengebet.

## Werke
Er soll der erste gewesen sein, der die Rechtslehren der in Medina wirkenden Gelehrten ihrem Idschmāʿ entsprechend in einer Schrift zusammengefasst hat. Seine Rechtsbücher galten bis 1985 als verschollen. Zwei Pergamentblätter – Titelblatt: recto und verso und Endblatt: recto – sind in der Überlieferung des nordafrikanischen Rechtsgelehrten Sahnūn ibn Saʿīd in der wissenschaftlichen Reihe Abhandlungen für die Kunde des Morgenlandes, Band XLVII, 3 publiziert und kommentiert worden. Nach dem gegenwärtigen Forschungsstand verfasste al-Mādschischūn seine Bücher vor seiner Übersiedlung nach Bagdad; sie sind somit vor der Entstehung des Muwattaʾ / الموطأ / al-Muwaṭṭaʾ / ‚der geebnete Pfad‘ von Mālik ibn Anas zu datieren. Die erhaltenen Fragmente sind die ältesten schriftlich überlieferten Zeugnisse über die frühmedinensische Rechtsgelehrsamkeit in der Mitte des 8. Jahrhunderts. Die heute bekannten Blätter aus seinem Kitāb al-ḥaǧǧ, über die islamischen Wallfahrtsvorschriften sind 2007 publiziert worden.
Die Feststellung der amerikanischen Orientalistin Nabia Abbott, al-Mādschischūn habe auf das Hadith-Material als Quelle seiner Rechtsansichten nicht zurückgegriffen, verliert nach der Publizierung seiner fragmentarisch erhaltenen Schriften an Bedeutung. Zwar referiert al-Mādschischūn die Sunna des Propheten Mohammed und seiner Gefährten ohne Angabe der Isnade, doch ist sein Rückgriff auf diese Überlieferungen medinensischer Herkunft in seiner Lehre deutlich dokumentiert; sie sind in den kanonischen Hadithsammlungen mit Isnaden in identischem Wortlaut überliefert. Sowohl medinensische Rechtspraxis (al-ʿamal) als auch Prophetendicta als Sunna des Propheten erscheinen in diesem Stadium der schriftlich überlieferten Rechtstheorie noch ohne Angabe der in den Folgegenerationen geforderten Überlieferungslinien.
Denn im Mittelpunkt des juristischen Denkens im frühen 8. Jahrhundert steht der Fiqh und nicht der Hadith. Das Gesetz hat man nach dem medinensischen Idschmāʿ vorgetragen, „ohne die Traditionen anzuführen, welche als Stütze der Lehre dienen können.“ Erst sein jüngerer Zeitgenosse Mālik ibn Anas hat mit seinem Muwaṭṭaʾ den Versuch unternommen, zwischen dem überlieferten Hadith mit Angabe deren Überlieferungswege (Isnade) – im Gegensatz zu al-Mādschischūn – und der in Medina anerkannten Rechtspraxis vermittelnd einzutreten.
al-Mādschischūn hat sich auch auf dem Gebiet der Theologie einen Namen gemacht. Seine zwei antiqadaritischen Traktate sind in den theologischen Schriften von Ibn Batta al-ʿUqbarī († 997), dessen Gelehrsamkeit im 12. Jahrhundert durch den Hadithwissenschaftler ʿAbd al-Ghanī al-Maqdisī wieder an Aktualität gewann, erhalten.